# Hemigonodrepanum iguassuense
Hemigonodrepanum iguassuense är en mångfotingart som beskrevs av Christoph D. Schubart 1953. Hemigonodrepanum iguassuense ingår i släktet Hemigonodrepanum och familjen orangeridubbelfotingar. Inga underarter finns listade i Catalogue of Life.